# Хайгер
Хайгер (нем. Haiger) — город в Германии, в земле Гессен. Подчинён административному округу Гиссен. Входит в состав района Лан-Дилль. Население составляет 19 534 человека (на 2009 год). Занимает площадь 106,67 км², что делает его крупнейшим по площади городом в округе.Официальный код — 06 5 32 011.

## География

### Расположение
Город находится в пяти километрах западнее Дилленбурга и в 20 километрах юго-западнее Зигена.